# Brandon Bays
Brandon Bays, född 21 augusti 1953, är en amerikansk självhjälpsförfattare och föreläsare.
Bays berättar i sin bok Resan att hon fick beskedet att hon hade en tumör stor som en basketboll i magen, men istället för att låta sig opereras omedelbart sökte hon efter alternativa sätt att bli frisk. Hon fann ett sätt att hjälpa kroppen helas genom att gå in i cellminnenena. Efter att ha fått beskedet från läkaren att hennes tumör försvunnit ville Brandon dela sin upptäckt med andra och började hålla seminarium kallade Journey Seminars. 
Denna metod Resanterapi finns i flera olika länder, däribland Sverige och kan inriktas både mot kroppen och själen. 